# Dekaprotoi
Die Dekaprotoi (altgriechisch δεκάπρωτοι als Übersetzung von lateinisch decem primi ‚zehn Erste‘) waren städtische Beamte, die im östlichen Römischen Reich für das Eintreiben der Steuer zuständig waren und aus der gesamten Bürgerschaft gewählt wurden.